# اچ‌ام‌سی‌اس کداروود (ای‌جی‌اس‌سی ۵۳۹)
اچ‌ام‌سی‌اس کداروود (ای‌جی‌اس‌سی ۵۳۹) (به انگلیسی: HMCS Cedarwood (AGSC 539)) یک کشتی است که طول آن ۱۶۶ فوت (۵۱ متر) می‌باشد.